# 左耳 (電影)
《左耳》是台灣演員蘇有朋的導演處女作，改編自青春文學作家饒雪漫同名著作的一部中國愛情電影；2015年4月24日在中國大陸上映，台灣OTT平台LiTV 線上影視上架播出。

## 劇情
張漾（歐豪飾演）和許弋（楊洋飾演）是沒有血緣關係的兄弟，由於張漾一直認為媽媽當年拋棄父親（實際上是養父）和他，轉而改嫁給許弋的父親，因此心中一直懷有仇恨；某天晚上，「算了」酒吧駐場歌手黎吧啦（馬思純飾演）偶然之間在一場籃球賽中對張漾一見鍾情，於是展開了猛烈的追求。張漾知道黎吧啦的想法，遂答應她的追求，不過前提是要答應張漾一個條件，即黎吧啦得以一切手段得到許弋並毀掉他。而實際上，張漾有一個富家千金女友蔣皎（關曉彤飾演）。
黎吧啦之後對許弋展開有目的的追求，許弋也瞬間喜歡上了黎吧啦，他開始在黎吧啦的酒吧廝混，最終黎吧啦將許弋在酒吧所做的一切拍成照片並上載到網絡，負面影響接踵而來，也影響了許弋的高考。許弋的媽媽一時接受不了這一切而住院，最終去世。許弋遂開始懷恨黎吧啦，并表示黎吧啦玩弄他的感情。
左耳失聰的天中好學生李珥（陳都靈飾演）一直暗中喜歡許弋，但由於中途殺出的黎吧啦讓她措手不及，遂對黎吧啦心懷不滿，但在一次深入接觸之後，兩人變成了好朋友。偶然機會黎吧啦將張漾和許弋的關係透露給李珥，並表示追求許弋只是作為交換條件。張漾在和女友蔣皎吵架之後，前往黎吧啦的住所，兩人發生了一夜情，而黎吧啦也獻出了處女之身。張漾和蔣皎的矛盾越演越烈，在高考之後的一次聚餐中，蔣皎要張漾說出她和「黎吧啦，那個婊子」的吻哪個比較香甜，張漾以生氣的口吻說出「黎吧啦，婊子」的話，這一切都被蔣皎以DV錄了起來。蔣皎落下的DV機被黑人（段博文飾）的同伴偷走。喜歡黎吧啦的黑人覺得張漾一直在玩弄黎吧啦的感情，於是將張漾說的話放給黎吧啦聽。黎吧啦一時接受不了，在颱風天去找張漾說清楚，但不幸途中發生車禍去世身亡。
張漾一直以為是他害死了黎吧啦，遂內疚不已；而許弋也開始沉迷酒吧世界。高考之後，張漾和蔣皎去了北京，而李珥則和許弋去了上海。張漾開始做起了電商生意用以糊口。而李珥在上海於偶然之間在酒吧遇見許弋，兩人開始了短暫的交往，但李珥之後發現許弋背著她出軌，雙方分道揚鑣。寒假，張漾和李珥都回到了成長的沿海小鎮。張漾的父親告訴張漾他和媽媽的事情，了解到真相的張漾也將仇恨放下，遂向李珥詢問起了許弋的事情，但李珥只是表示許弋的爸爸將會到上海和他一起生活。兩人到了黎吧啦的墳前去看黎吧啦，李珥自作主張將偶然看到的黎吧啦的「我要讓他幸福」信條當做是黎吧啦死前對李珥說的最後一句話說給張漾聽，并表示黎吧啦很愛張漾。而實際上，李珥由於左耳失聰，剛好黎吧啦死前說的最後一句話對著李珥左耳，因此李珥根本聽不清楚黎吧啦說了什麼，她也因此一直懊悔至今。
2013年，這些人都大學畢業，李珥進了一家出版公司，張漾和黑人一起經營電商公司，成了公司的CEO。許弋則繼續穿梭在燈紅酒綠的酒吧世界中。一直喜歡李珥的表哥猶他（胡夏飾演）也成家立業。偶然機會李珥和張漾在以前的高中相遇，簡短交談之後李珥乘公車離去，已對李珥心生愛慕之情的張漾追上公車，並在李珥的左耳說了一句話，兩人相視而笑……

## 與原著差異
電影為了劇情需要，做了許多不同於原著小說版本的修改：
- 在原著中，張漾是他的養父從孤兒院抱回來的孩子，他的母親是許弋的後母，但在電影中，張漾變成了没有母親的孩子(更正由於父親隱瞞母親故事導致誤會，其實兩人同母同父母無誤)。
- 黎吧啦在和張漾發生一夜情後，發現懷孕，在去打掉孩子的途中撞車流產導致死亡，電影中是去找張漾理論過程中發生車禍。
- 原著中許弋和黎吧啦有較多的感情線，但在劇本中只是匆匆走過場。
- 原著中，蔣皎最後成了許弋的女朋友，隨後許弋離開了蔣皎，與另一位角色夏米米成為男女朋友，但之後夏米米被蔣皎的經紀人害死，為了報復蔣皎，許弋在酒吧中縱火與蔣皎同歸於盡。但在電影中許弋和蔣皎並沒有交集。
- 原著中，張漾為了在火海中救出許弋和相關人士，最終失憶，回到了李珥身邊。但電影只改編到大學畢業。

## 主要角色
| 演員   | 角色   | 介紹 |
| 陳都靈 | 李珥   | 小耳朵，温柔坚毅的女生。一直是听话的乖孩子，个性里却有执着和爱的倔强，一次偶然的机会结识了好友吧啦。后因为黎吧啦的离世而学着“变坏”以自己的方式祭奠黎吧啦，与许弋交往过，后因男方出轨而分手，最后与张漾相遇并携手 |
| 歐豪   | 張漾   | 天一中学的男生，性格带有分裂的两面，因母亲的缘故教唆黎吧啦去勾引许弋，后经过吧啦的死和了解身世之谜后，坏的一面消失，与黑人做起了生意，后再度与李珥重逢并携手                                                     |
| 馬思純 | 黎吧啦 | 黎吧啦，父母早亡，与奶奶一起生活，为了生活的压力辍学在舞厅当歌女。视李珥为唯一的朋友，喜欢张漾并为了他假装去勾引许弋，后出车祸而死                                                                               |
| 楊洋   | 許弋   | 一开始是单纯的乖乖仔，学校里的优等生，后因吧啦感情的欺骗和死改变了自己的一生，从此走向堕落与黑暗，与李珥相恋过一段时光，但因与别人偷情而与李珥分手                                                               |
| 段博文 | 黑人   | 喜欢吧啦，敢爱敢恨，敢作敢当。 |
| 胡夏   | 尤他   | 李珥的非血缘关系的表哥，喜欢李珥。 |
| 关晓彤 | 蔣皎   | 后更名为蒋雅希，有些公主病，深爱张漾，一直资助着他，但张漾一直都没喜欢过她，后来放弃张漾发展为歌手 |

## 製作

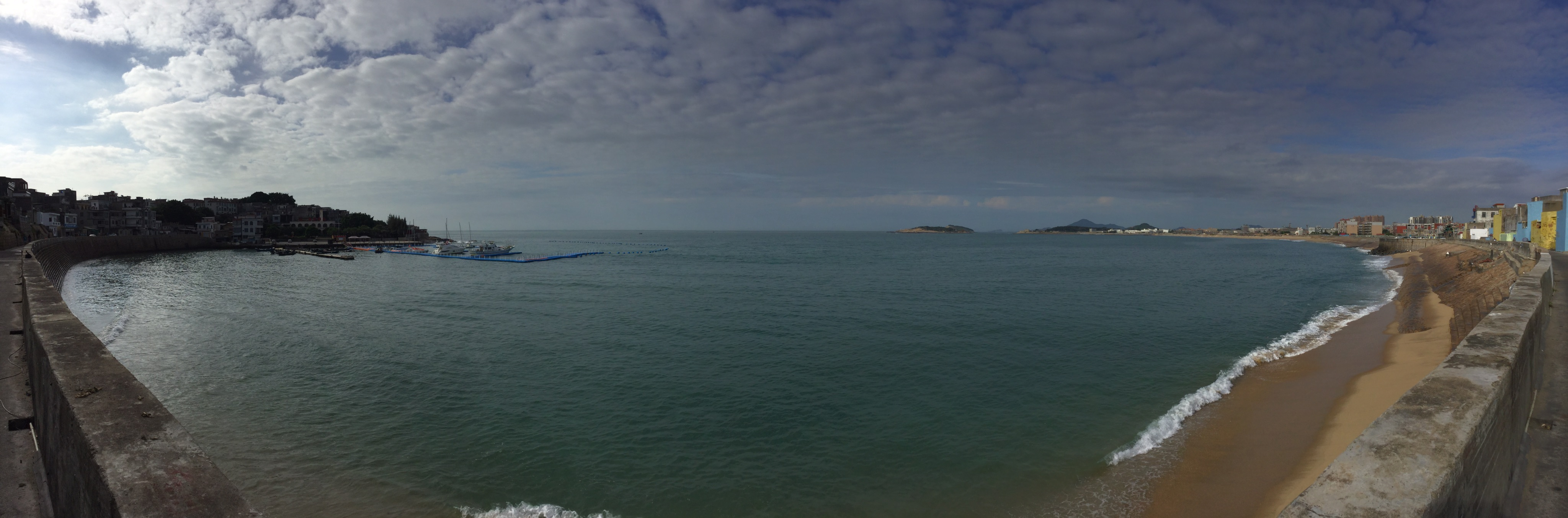
取景地南门湾

### 籌備
2013年5月，《左耳》原著作者饒雪漫出席江蘇書展時曾表示正在籌拍電影版《左耳》，並有望於同年十月開機，關錦鵬導演擔任監製。其後光線傳媒有限公司總裁王長田於同年10月8日在自己的個人微博上表示為改編自饒雪漫青春小說《左耳》的新片徵集演員。王長田透露，新片已經確定了導演，現在要徵集三位女演員和四位男演員。
2014年5月4日，饒雪漫於個人微博表示《左耳》電影劇組正式建組。其後饒雪漫在同年7月30日於其個人社群網站宣佈電影版《左耳》將會開拍，並會由藝人蘇有朋執導，饒雪漫本人親自為電影擔任編劇。隨後蘇有朋本人也於個人微博證實自己將執導《左耳》。

### 拍攝
2014年8月10日開機拍攝。取景地點包括廈門集美大學財經學院和漳州东山县南门湾。同年10月殺青。

## 事件
預告片侵權
台灣獨立創作人-Pianoboy(高至豪)在臉書、台大批踢踢八卦板發文，向媒體投訴表示《左耳》預告片在沒有取得他的授權下使用了他的創作曲〈Alone On The Way〉，他寫出：「確實從1:25開始整整用了54秒，幾乎一半的預告片都是我的音樂」。新浪娛樂用電話聯繫光線傳媒方面，對方表示並不知情。隨後，“電影左耳”的官方微博表示回應。電影《左耳》官方微博轉發了鋼琴創作人pianoboy的微博，並表示得知此事，十分意外，已經在和預告片部門了解此事，並且已經私信pianoboy，希望能和他盡快取得聯繫。
自稱幫忙鋼琴創作家pianoboy的網友WolfHarry於7月16日晚間在PTT表示，指電影公司在侵權事件爆發後，很快就出面處理此事，但是開出和解的條件只是賠償金幾千塊，「對方居然開出了十分羞辱人的幾千元，透過經紀人努力協商，也只勉為其難稍微調高，但仍然是極卑微的賠償金」。後來他指pianoboy轉而要求對方在《左耳》官方微博和由大陸至少5家主流報紙，公開正式的承認侵權並道歉，期盼日後侵權的議題被外界重視。沒想到他認為「合理」的道歉要求遭拒，並被對方繼續以「和解金」要求封口，並形容對方：「徹頭徹尾缺乏誠意，一副吃定我們小創作人的態度！」並決定放棄協商，提起兩岸訴訟解決。
對此，《左耳》監製黃志明接受《ETtoday東森新聞雲》記者訪問表示，預告片其實是電影製片公司光線影像外包給大陸宣傳媒材公司製作，他當時馬上前往北京詢問狀況，要求光線影像第一時間處理這件事，光線影像在他面前打給律師，指出已和pianoboy談定，他聽起來雙方已經談定沒再細問，怎知晚間再度聽到協商破局的消息。黃志明表示，過程都是由光線影像與pianoboy協商，他並不清楚協商中間的細節，「可能他們沒談好吧，不過我也插不上手。」他和蘇有朋上映前都在忙著處理正片，直到事件爆發後才知道有侵權疑慮。現在他和蘇有朋希望事件能夠早日和平落幕，並建立起雙方溝通的橋樑。對於賠償金是否確實只有「卑微的幾千塊」，他同樣表示不太清楚，不過他認為應該給個「正常的價錢」。
金馬入圍
第52屆金馬獎在2015年10月1日公布入圍名單後，蘇有朋所執導的電影《左耳》入圍最佳新導演，但由於電影在導演一職上，掛了他與連奕琦的名字，意外引起「連奕琦才是《左耳》真正導演」的說法，對此，連也在臉書上澄清，並替蘇有朋辯護。他也透露，自己實際所做的工作其實就像台灣的副導，之所以會掛執行導演的名稱，是因蘇有朋本性厚道，「他覺得我拍過電影了，不好意思要我當副導，所以讓我掛名執行導演，執行導演的薪水比副導高，所以我也很需要這個職稱，錢比較多。」他強調外界不應用個人參與過的經驗或想像，來片面評斷別人的工作，或質疑蘇有朋的努力，「因為每部電影都可能有不同的細節而形成不同的工作差異。」對於蘇有朋入圍新導演，他也誠心送上祝福，並高喊：「謝謝蘇有朋導演，這是你應得的。」

## 獎項
- 第52屆金馬獎(2015年)

| 獎項       | 入圍者 | 結果 |
| ---------- | ------ | ---- |
| 最佳女配角 | 馬思純 | 提名 |
| 最佳新導演 | 蘇有朋 | 提名 |

## 宣傳活動
| 時間          | 活動           | 出席演員                                   |
| ------------- | -------------- | ------------------------------------------ |
| 2015年4月18日 | 《快樂大本營》 | 苏有朋、马思纯、陈都灵、欧豪、胡夏、关晓彤 |